# 로버트 하일브로너

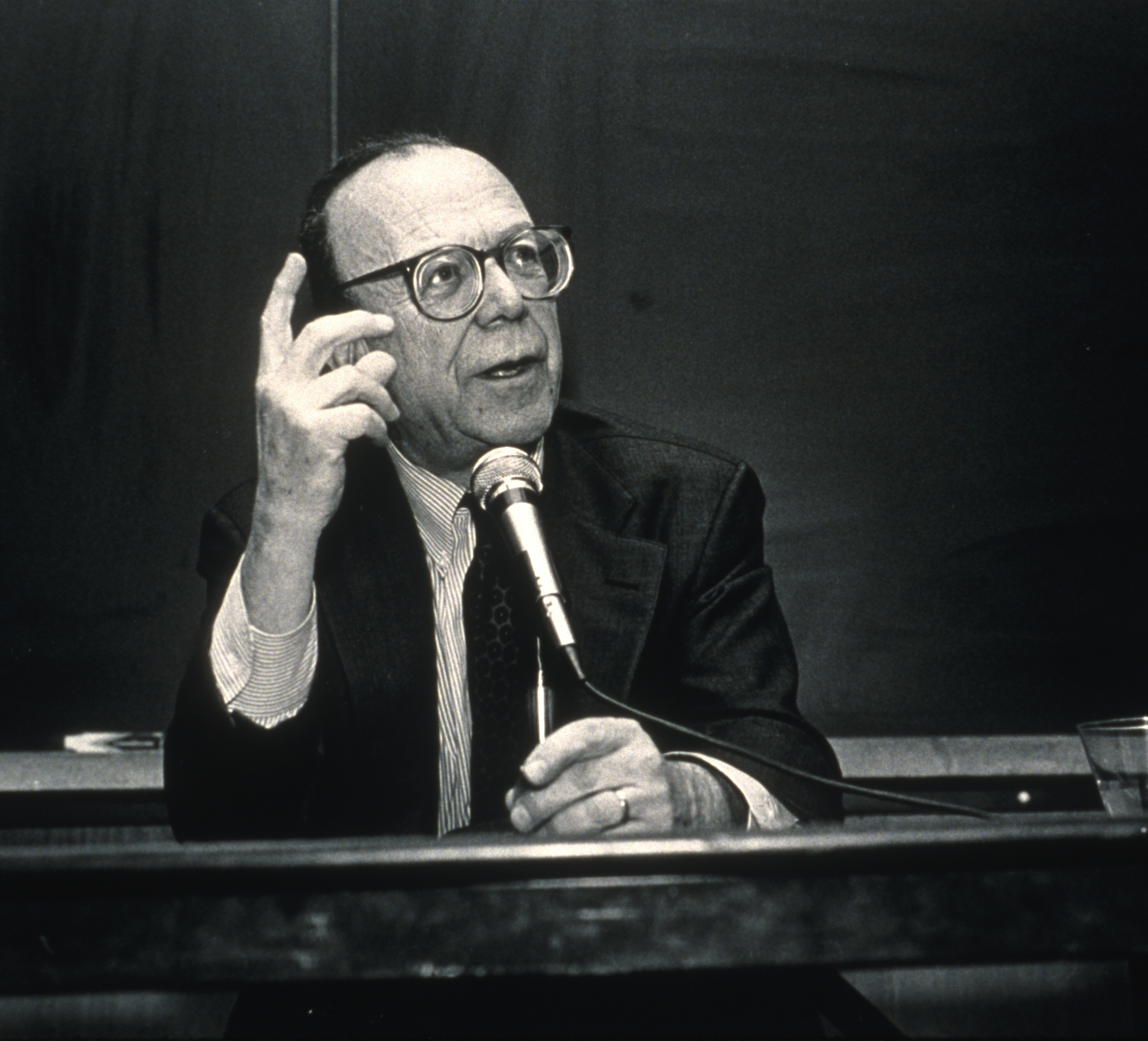

로버트 하일브로너(Robert Heilbroner, 1919년 ~ 2005년)는 미국의 경제학자이다.
하일브로너는 1919년 3월 24일 뉴욕 맨해튼에서 출생하였다. 1936년에 하버드대학교에 입학하여 폴 스위지와 조지프 슘페터 등에게서 경제학을 배웠다.
1940년에는 하버드를 최우등으로 졸업하고 경제 관련한 프리랜서 기자 생활을 한다. 그러던 하일브로너는 1946년 뉴스쿨대학교(New School University)의 사회과학부 대학원에 진학하고, 여기서의 배움을 토대로 자신의 대표 저서인 《세속의 철학자들》(Worldly Philosophers, 초반 1953년)을 쓴다.
이후 하일브로너는 뉴스쿨대학교의 교수로 임명되어 퇴직할 때까지 활약하였으며, 사회주의적인 정책을 옹호하는 대표적인 학자 중 하나가 된다.
2005년 1월 4일 85세로 사망하였다.